# Sciophila baltica
Sciophila baltica är en tvåvingeart som beskrevs av Zaitzev 1982. Sciophila baltica ingår i släktet Sciophila, och familjen svampmyggor. Arten är reproducerande i Sverige.